# Nitrofurazonă
Nitrofurazona (denumită și nitrofural) este un chimioterapic din clasa derivaților de nitrofuran. Este utilizat în tratamentul infecțiilor pielii, sub formă de unguent. Mai poate fi administrat oral în tratamentul tripanosomiazei.

## Utilizări medicale
Nitrofurazona este indicată în:
- Tratamentul infecțiilor cutanate bacteriene (inclusiv plăgi, arsuri, ulcere infectate)
- Profilaxia infecțiilor la pacienții cu arsuri extinse
- Tratamentul infecțiilor bacteriene superficiale (ex. impetigo, foliculită)
- Rareori, ca tratament oral pentru tripanosomiază (doar în anumite regiuni și sub supraveghere medicală strictă)[13]

## Dozare și administrare
- Uz topic: aplicare de 1–2 ori pe zi pe zona afectată, sub formă de unguent 0,2% sau comprese impregnate
- Uz oral: foarte rar, doar sub supraveghere medicală, pentru tripanosomiază (dozele variază în funcție de indicație și regiune)
- Nu se recomandă aplicarea pe suprafețe mari de piele sau pe răni adânci fără aviz medical[12][13]

## Mecanism de acțiune
Nitrofurazona acționează prin inhibarea enzimelor bacteriene implicate în sinteza proteinelor, ADN-ului și ARN-ului, având efect bacteriostatic și bactericid asupra unui spectru larg de bacterii Gram-pozitive și Gram-negative.

## Efecte adverse și precauții
- Efecte adverse locale: dermatită de contact, prurit, eritem, senzație de arsură, reacții alergice cutanate
- Efecte sistemice (rare, la aplicare pe suprafețe mari): greață, vărsături, febră, reacții de hipersensibilitate
- Poate provoca reacții de fotosensibilitate
- Nu se recomandă utilizarea prelungită sau pe suprafețe extinse, mai ales la copii și gravide
- Contraindicat la pacienții cu hipersensibilitate la nitrofurani[12][13]

## Siguranță și reglementări
- Nitrofurazona a fost restricționată sau interzisă pentru uz veterinar și alimentar în multe țări (inclusiv UE și SUA) din cauza potențialului carcinogen observat la animale.[14]
- Pentru uz uman, este aprobată doar pentru administrare topică, nu și orală, în majoritatea țărilor.
- Utilizarea orală este foarte rară și doar în indicații speciale, sub supraveghere medicală strictă.[11]

## Rezistență și utilizare actuală
- Rezistența bacteriană la nitrofurazonă este relativ scăzută, dar utilizarea topică prelungită poate favoriza apariția tulpinilor rezistente.
- Utilizarea a scăzut semnificativ în ultimii ani, fiind înlocuită de alte antimicrobiene topice cu profil de siguranță mai bun.[13]